# شهرستان بلک هاک (آیووا)
شهرستان بلک هاک، آیووا (به انگلیسی: Black Hawk County, Iowa) شهرستانی در ایالات متحده آمریکا است که در آیووا واقع شده‌است.

## خصوصیات
شهرستان بلک هاک ۱٬۴۸۴٫۰۷ کیلومترمربع مساحت دارد.